# Distrikt Rapayán
Der Distrikt Rapayán liegt in der Provinz Huari in der Region Ancash in West-Peru. Der Distrikt wurde am 16. September 1956 gegründet. Er besitzt eine Fläche von 145 km². Beim Zensus 2017 wurden 1501 Einwohner gezählt. Im Jahr 1993 lag die Einwohnerzahl bei 1770, im Jahr 2007 bei 1752. Die Distriktverwaltung befindet sich in der 3238 m hoch gelegenen Ortschaft Rapayán mit 700 Einwohnern (Stand 2017). Rapayán liegt knapp 50 km ostnordöstlich der Provinzhauptstadt Huari.

## Geographische Lage
Der Distrikt Rapayán liegt am linken Flussufer des nach Nordnordwesten strömenden Río Marañón im äußersten Osten der Provinz Huari.
Der Distrikt Rapayán grenzt im Südwesten an den Distrikt Singa (Provinz Huamalíes), im Nordwesten an den Distrikt Huacchis sowie im Osten an die Distrikte Arancay, Jircan und Tantamayo (alle drei in der Provinz Huamalíes) sowie im äußersten Süden an den Distrikt Chavín de Pariarca (ebenfalls in der Provinz Huamalíes).